# Ogród Bajek w Międzygórzu
Ogród Bajek w Międzygórzu – skansen z kolekcją drewnianych rzeźb przedstawiających bajkowe postacie i miejsca. Niemal stuletnia kolekcja usytuowana jest na wysokości około 700-710 m n.p.m. i zajmuje 0,25 hektara
.

## Historia
Kolekcji początek dał leśnik i botanik Izydor Kriesten, który tuż po I wojnie światowej wybudował sobie dom w Międzygórzu i według podań - w ramach hołdu legendarnemu Duchowi Gór złożonemu za uratowanie życia, rozpoczął gromadzenie drewnianych rzeźb, przedstawiających bajeczne postacie, które rozlokowane zostały wśród egzotycznych roślin. Dzieła tworzone były w zakresie tzw. korzenioplastyki - z kory, patyków itp. przez około 20 lat. Miejscowi nadali temu miejscu nazwę „Ogród Bajek” i tak już pozostało. Po roku 1960 ogród uległ poważnemu zaniedbaniu.
W 1974 jego odbudowę podjęli harcerze z Hufca ZHP Poznań-Nowe Miasto, którzy się nim opiekowali systematycznie do 1981, jednak po 1981 trudności ekonomiczne i transportowe spowodowały, że zaprzestano organizowania obozów w Międzygórzu. Ogród znowu popadł w zaniedbanie, dopiero w końcu roku 1985, przejęty przez Oddział PTTK w Międzygórzu, ogród rozpoczął rozkwitać na nowo. Odbudowano całą strukturę, sukcesywnie uzupełniając ją nowymi dziełami członka PTTK – Jerzego Drążkowskiego oraz rzeźbiarzy: Czesława Zawojskiego i innych.

## Opis
W ogrodzie znajdują się postacie z baśni, bajek i legend, m.in. Pinokio, Jaś i Małgosia, Kot w butach, Koziołek Matołek, Gargamel z Klakierem, Koszałek Opałek, Bolek i Lolek, Muminki, Włóczykij, jak i wiele innych. Naczelne miejsce zajmuje Duch Gór – Liczyrzepa. Rzeźbom nadano barwną szatę w 2008 (autorką malatury była Małgorzata Szczepańska). Na drewnianych tablicach wyryto aforyzmy Czesława Zawojskiego.
Na terenie ogrodu rosną sztucznie nasadzone krzewy i drzewa, m.in. jałowce pospolite i wirginijskie, cyprysiki Lawsona, cisy, jarząb szwedzki, azalie i inne.
Wiosną 2009 otwarto turystyczny Szlak Krasnala, który prowadzi do ogrodu z przystanku autobusowego w Międzygórzu.

## Szlaki turystyczne
Obok Ogrodu Bajek przechodzi  z Międzygórza na Igliczną (Masyw Śnieżnika).

## Galeria

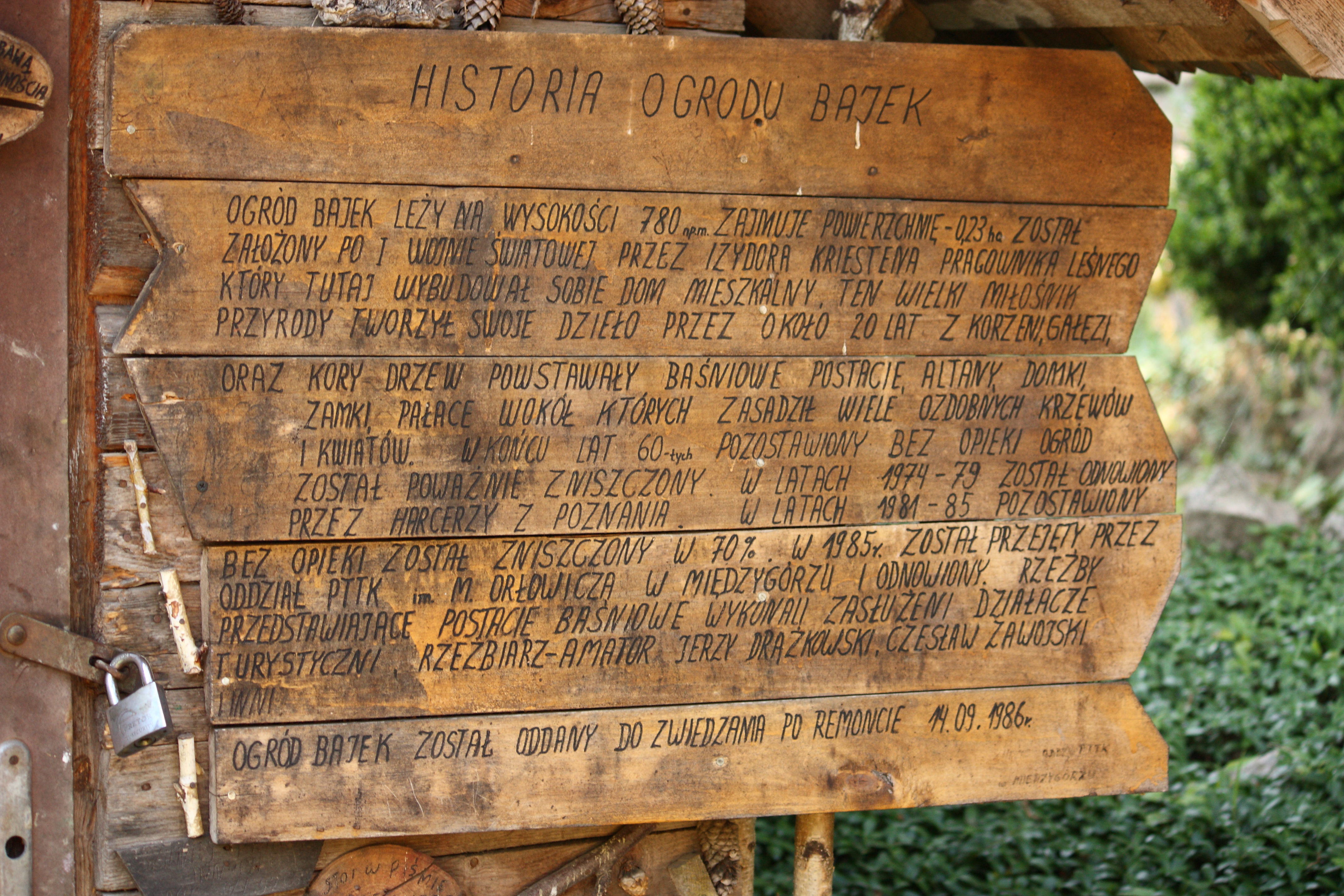
Historia Ogrodu Bajek
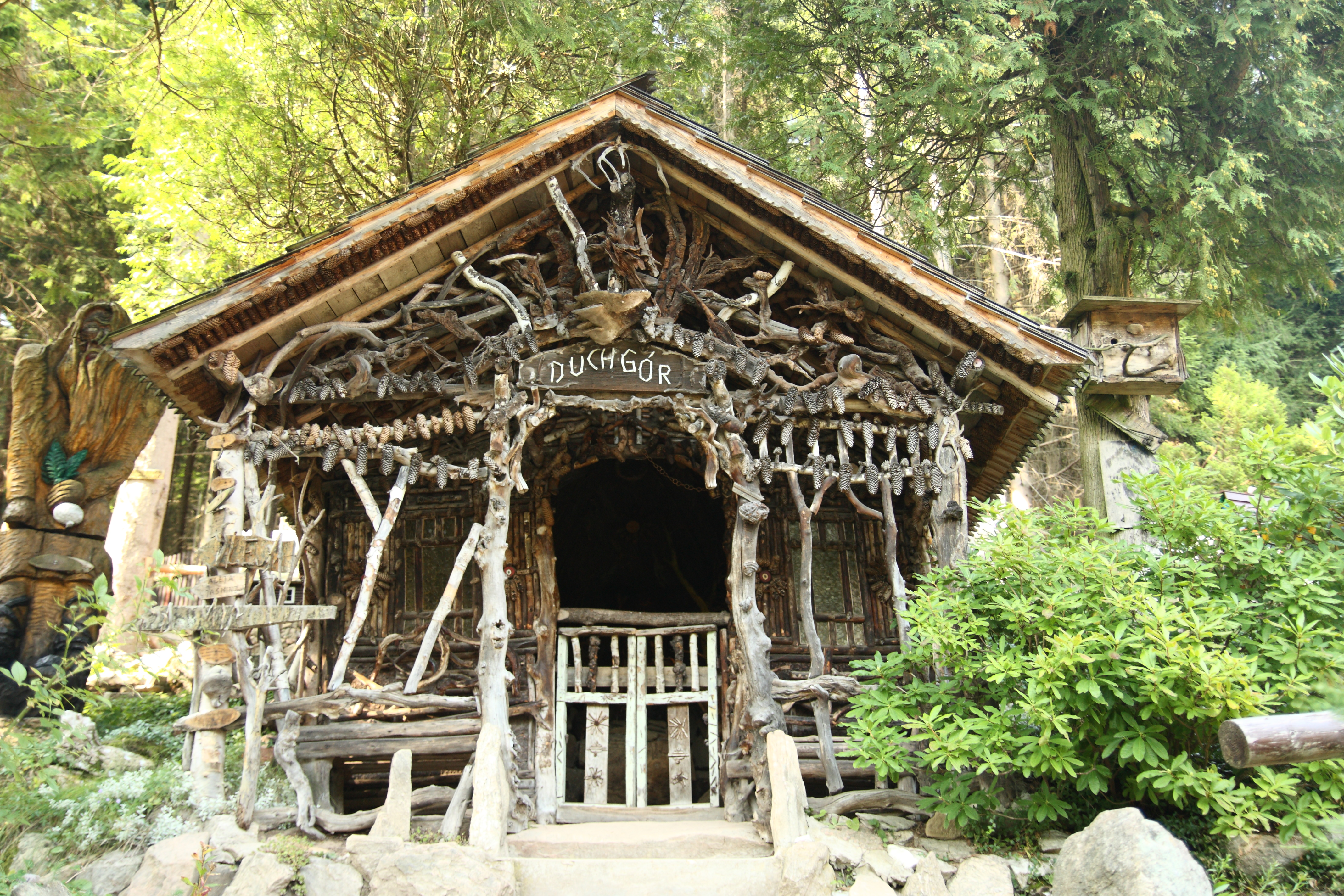
Dom Ducha Gór
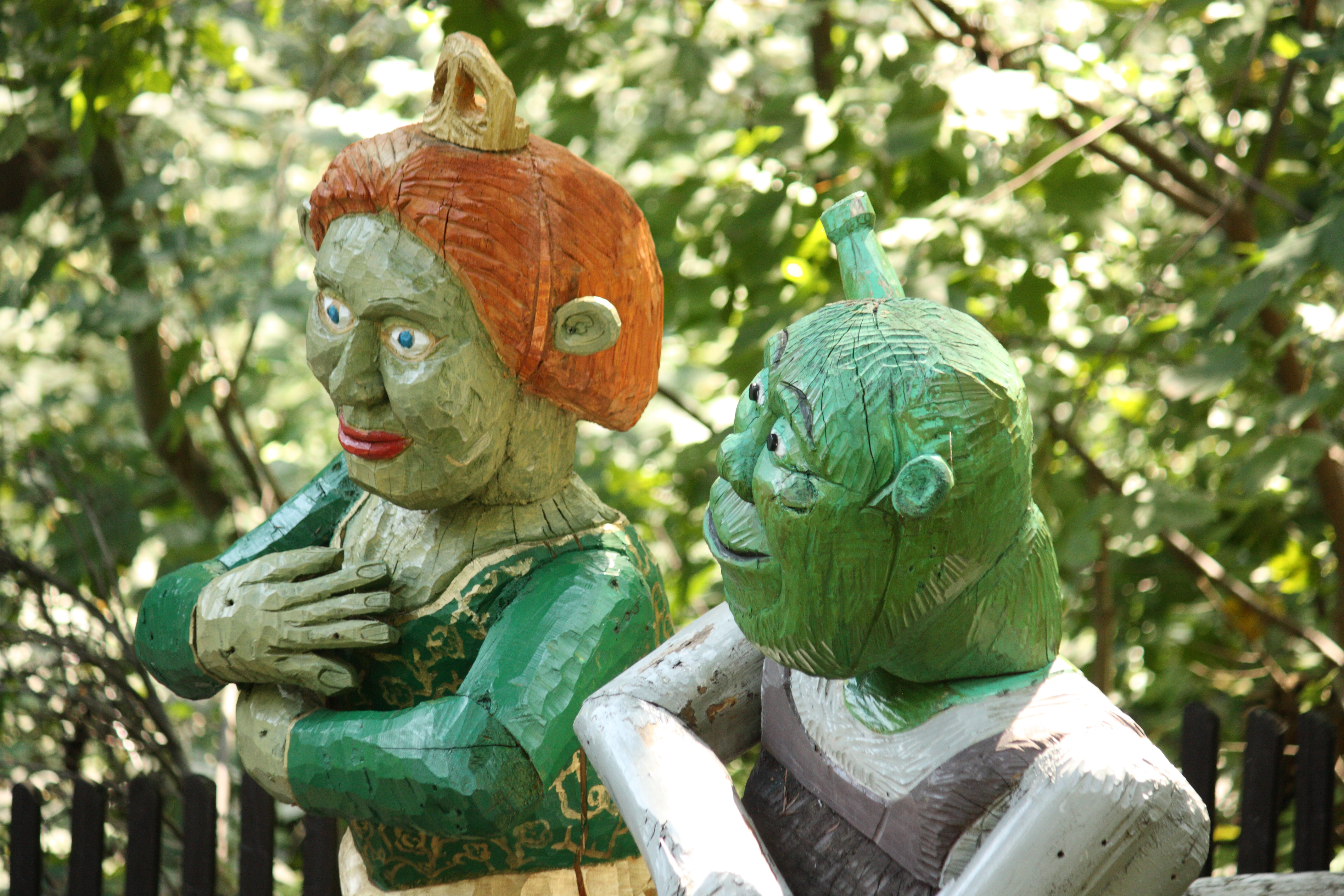
Shrek z Fioną